# شتوتنزيه
اشاتوتن زي (بالألمانية: Stutensee) هي Grosse Kreisstadt، مدينة وبلدة ألمانية تقع في ألمانيا في كارلسروه. يقدر عدد سكانها بـ 23,500 نسمة .

## المدن التوأمة
مدن Saint-Riquier وTolna هي مدن توأمة لـاشاتوتن زي.